# AEREON III
L'AEREON III era un prototipo di dirigibile rigido sviluppato dalla statunitense Aereon Corporation tra il 1959 ed il 1965. Uno dei primi esempi di dirigibile ibrido presentava tre scafi sigariformi, analoghi a quelli di uno zeppelin, connessi tra loro longitudinalmente. L'Aereon Corporation era stata fondata dal reverendo Monroe Drew proprio nel 1959 per lo sviluppo del dirigibile
Il nome derivava dal Aireon I di Solomon Andrews, mongolfiera/dirigibile privo di motore, costituita da tre palloni sigariformi affiancati.
Sebbene fosse a tutti gli effetti una mongolfiera priva di motore, l'aeronave di Andrews era controllabile grazie alla possibilità di liberare gas in maniera differenziata dai tre palloni sigariformi e controllando l'assetto spostando (o gettando fuoribordo) zavorra dalla cesta con l'equipaggio.